# Binh đoàn 3 (Nhật Bản)
Binh đoàn 3 (第3軍, Dai-san gun) là một đại đơn vị cấp quân đoàn thuộc Lục quân Đế quốc Nhật Bản. Là một lực lượng đồn trú tại Mãn Châu quốc, đặt dưới sự chỉ huy của Đạo quân Quan Đông. Nhưng phần lớn lịch sử tham chiến của binh đoàn là trong chiến tranh Nga-Nhật.

## Lịch sử
Binh đoàn 3 được tung vào cuộc chiến tranh Nga-Nhật dưới sự chỉ huy của tướng Nogi Maresuke. Trong giai đoạn đầu của cuộc chiến, nhiệm vụ chính của binh đoàn là bao vây cảng Lữ Thuận (cảng Arthur). Sau sự sụp đổ của đế quốc Nga, Binh đoàn 3 được điều về phía bắc, tại đây binh đoàn góp một phần quan trọng trong trận Phụng Thiên (Mukden). Sau khi cuộc chiến kết thúc, Binh đoàn 3 được giải tán.
Ngày 13 tháng 1 năm 1938, Binh đoàn 3 một lần nữa được thành lập tại Mãn Châu quốc, đây là một lực lượng phòng thủ phía đông biên giới với Liên Xô, nhằm chống lại các cuộc tấn công của Hồng quân Liên Xô. Tháng 7 năm 1942, Binh đoàn 3 là một trong 2 đơn vị cấp quân đoàn nằm trong biên chế Phương diện quân 1. Với tình hình ngày càng xấu đi với quân đội Nhật Bản, các đơn vị có kinh nghiệm và cùng nhiều trang thiết bị của Binh đoàn 3 được chuyển tới tăng cường cho các đơn vị khác.
Trong cuộc tấn công của Liên Xô vào Mãn Châu quốc, các lực lượng đào tạo kém cùng trang thiết bị thiếu thốn của binh đoàn đã không thể đương đầu với các đơn vị thiện chiến, dày dặn kinh nghiệm của Hồng quân. Binh đoàn 3 phải triệt thoái dần về Cát Lâm và biên giới với Triều Tiên, và đã đầu hàng tại đây vào cuối cuộc chiến.

## Danh sách chỉ huy

### Tư lệnh
|   | Tên                          | Từ                   | Đến                  |
| - | ---------------------------- | -------------------- | -------------------- |
| 1 | Đại tướng Nogi Maresuke      | Tháng 8, 1904        | 20 tháng 10 năm 1919 |
| 2 | Đại tướng Yamada Otozō       | 13 tháng 1 năm 1938  | 10 tháng 12 năm 1938 |
| 3 | Đại tướng Hayao Tada         | 10 tháng 12 năm 1938 | 12 tháng 9 năm 1939  |
| 4 | Đại tướng Kamezo Suetaka     | 12 tháng 9 năm 1939  | 1 tháng 3 năm 1941   |
| 5 | Đại tướng Masamitsu Kawabe   | 1 tháng 3 năm 1941   | 17 tháng 8 năm 1942  |
| 6 | Trung tướng Eitaro Uchiyama  | 17 tháng 8 năm 1942  | 7 tháng 2 năm 1944   |
| 7 | Trung tướng Hiroshi Nemoto   | 7 tháng 2 năm 1944   | 22 tháng 11 năm 1944 |
| 8 | Trung tướng Murakami Keisaku | 22 tháng 11 năm 1944 | tháng 9 năm 1945     |

### Tham mưu trưởng
|    | Tên                             | Từ                   | Đến                  |
| -- | ------------------------------- | -------------------- | -------------------- |
| 1  | Thiếu tướng Ijichi Kōsuke       | Tháng 8, 1904        | Tháng 1, 1905        |
| 2  | Thiếu tướng Masatoshi Matsunaga | Tháng 2, 1905        | Tháng 3, 1905        |
| 3  | Thiếu tướng Ichinohe Hyoe       | Tháng 3, 1905        | Tháng 1, 1906        |
| 4  | Trung tướng Akita Nakamura      | 20 tháng 1 năm 1938  | 14 tháng 4 năm 1938  |
| 5  | Trung tướng Teiichi Suzuki      | 14 tháng 4 năm 1938  | 10 tháng 12 năm 1938 |
| 6  | Trung tướng Maeda Masami        | 10 tháng 12 năm 1938 | 9 tháng 3 năm 1940   |
| 7  | Trung tướng Toshimichi Uemura   | 9 tháng 3 năm 1940   | 1 tháng 4 năm 1941   |
| 8  | Trung tướng Takezo Numata       | 1 tháng 4 năm 1941   | 1 tháng 7 năm 1942   |
| 9  | Thiếu tướng Akio Doi            | 1 tháng 7 năm 1942   | 11 tháng 3 năm 1943  |
| 10 | Thiếu tướng Tatsuhiko Takashima | 11 tháng 3 năm 1943  | 16 tháng 12 năm 1944 |
| 11 | Trung tướng Hanjiro Ikeya       | 16 tháng 12 năm 1944 | Tháng 9, 1945        |

### Sách
- Frank, Richard B (1999). Downfall: The End of the Imperial Japanese Empire. New York: Random House. ISBN 0-679-41424-X.
- Jowett, Bernard (1999). The Japanese Army 1931-45 (Volume 2, 1942-45). Osprey Publishing. ISBN 1841763543.
- Madej, Victor (1981). Japanese Armed Forces Order of Battle, 1937-1945. Game Publishing Company. ASIN: B000L4CYWW.
- Marston, Daniel (2005). The Pacific War Companion: From Pearl Harbor to Hiroshima. Osprey Publishing. ISBN 1841768820.
- Glantz, David (2003). The Soviet Strategic Offensive in Manchuria, 1945 (Cass Series on Soviet (Russian) Military Experience, 7). Routledge. ISBN 0-7146-5279-2.